# Gnaphosa zyuzini
Espèce
Gnaphosa zyuzini est une espèce d'araignées aranéomorphes de la famille des Gnaphosidae.

## Distribution
Cette espèce est endémique du Kazakhstan. Elle se rencontre dans l'oblys de Djamboul.

## Description
Le mâle holotype mesure 9,60 mm et la femelle paratype 11,60 mm.

## Étymologie
Cette espèce est nommée en l'honneur d'Alexei A. Zyuzin.

## Publication originale
- Ovtsharenko, Platnick & Song, 1992 : A review of the North Asian ground spiders of the genus Gnaphosa (Araneae, Gnaphosidae). Bulletin of the American Museum of Natural History, no 212, p. 1-88 (texte intégral).